# Vrzsogrnci
Vrzsogrnci (macedónul: Вржогрнци) település Észak-Macedóniában, a Északkeleti körzetben, Rankovce községben.

## Népesség
| Lakosok száma | 64   | 88   | 109  | 101  | 66   | 41   | 37   | 29   | 18   |
|               | 1948 | 1953 | 1961 | 1971 | 1981 | 1991 | 1994 | 2002 | 2021 |

- 2002-ben 29 lakosa volt, akik mindannyian macedónok.